# Trinkbrunnen

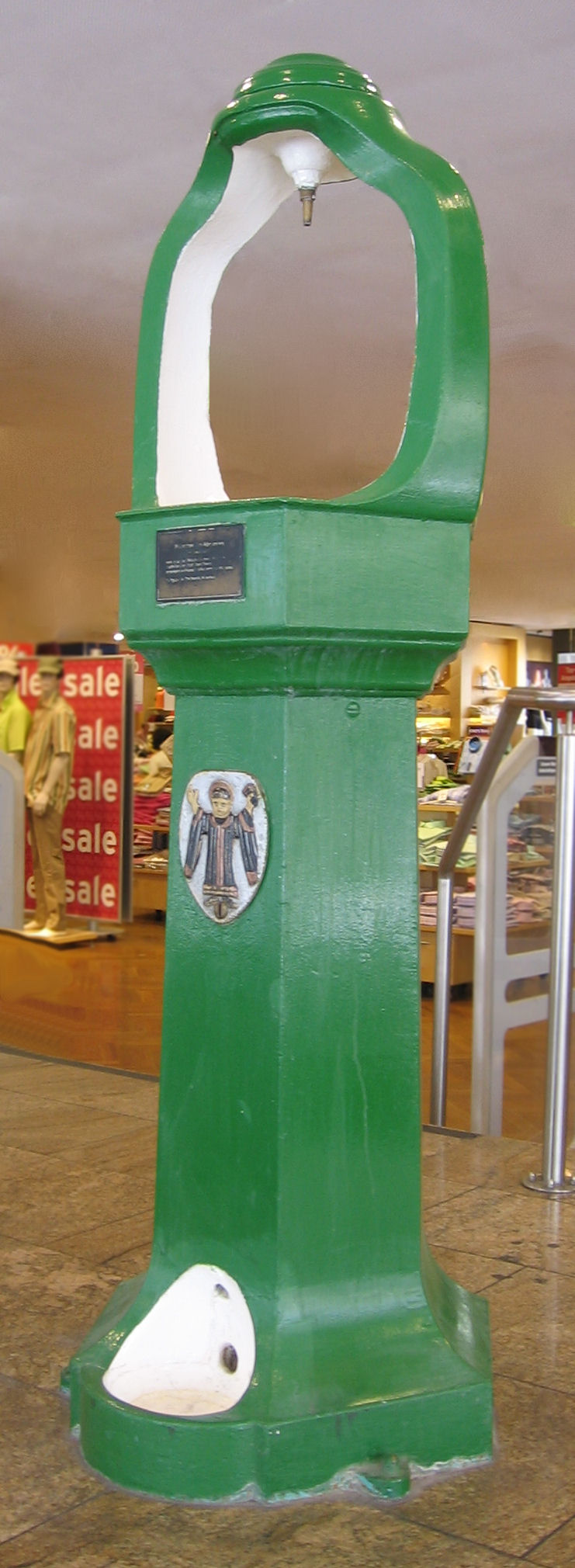
Trinkbrunnen aus dem Jahre 1927 in München

Trinkbrunnen werden im öffentlichen Raum aufgestellt, um Einwohnern und Touristen die Möglichkeit einer kostenlosen Erfrischung mit Trinkwasser zu bieten.

## Allgemeines
Trinkbrunnen werden meist von Stadt- oder Gemeindeverwaltungen sowie den Wasserversorgern, teilweise unter Mithilfe von Sponsoren, aufgestellt. Die meisten dieser Brunnen verfügen über ein zusätzliches Auffangbecken, das als Abfluss fungiert. Bei manchen Trinkbrunnen läuft das Wasser permanent aus der Trinkarmatur (kontinuierlicher Trinkbrunnen), allerdings funktionieren die meisten Modelle mit einem automatischen Selbstschlussventil, das den Wasserstrahl nach Betätigung des Druckknopfes automatisch abschaltet. In vielen Trinkbrunnen ist eine automatische Hygienespülung eingebaut, um Standwasser zu vermeiden, in dem sich schädliche Bakterien wie z. B. Legionellen hei hohen Temperaturen schnell vermehren können. Trinkbrunnen unterscheiden sich von Wasserspendern dadurch, dass sie in der Regel im Freien aufgestellt sind, keine Kühleinrichtungen und Wasserfilter besitzen und aus dem öffentlichen Trinkwassernetz gespeist werden. Die Bezeichnung als Trinkwasserbrunnen ist gängig, aber begrifflich unscharf, da ein Trinkwasser führender Brunnen nicht unbedingt als Trinkbrunnen geeignet sein muss.
Moderne Trinkbrunnen können in verschiedenen Designs und Farben auf öffentlichen Plätzen angetroffen werden, um auch Minderheiten Zugang zu frischem Leitungswasser zu ermöglichen. Unter anderem gibt es frostresistente, vandalismusresistente und barrierefreie Ausführungen, die besonders für öffentliche Bereich konzipiert wurden.
In Kurorten, die auf Brunnenkuren spezialisiert sind, finden sich meist diverse Trinkbrunnen, auch außerhalb der Kurort-typischen Trinkhallen, die Heilquellwasser spenden. Durch einen Beschluss des Europäischen Parlaments am 16. Dezember 2020 ist die vermehrte Aufstellung von öffentlichen Trinkbrunnen beschlossen worden. Im Art. 16 der Richtlinie (EU) 2020/2184 wird Kommunen und Städten bis zum 1. Januar 2023 Zeit gegeben, individuelle Konzepte zum Aufstellen öffentlicher Trinkbrunnen zu erarbeiten.[veraltet]

## Verschiedene Ausführungen
Während bei manchen Trinkbrunnen das Wasser nur dann läuft, wenn ein Hebel oder Knopf betätigt wird, fließt bei anderen Varianten das Trinkwasser ständig. Trinkbrunnen sind in gemäßigten Breiten meist nur in der warmen Jahreszeit im Betrieb, da in den Wintermonaten durch Frost Rohre und Armaturen zerstört werden können.

Neben fest installierten Trinkbrunnen gibt es auch mobile Trinkbrunnen, die etwa bei Großveranstaltungen oder saisonal eingesetzt werden. Wien hat zur Fußball-EM 2008 einen eigenen Typ, den Euro-Brunnen entwickelt. 

## Abbildungen von Trinkbrunnen

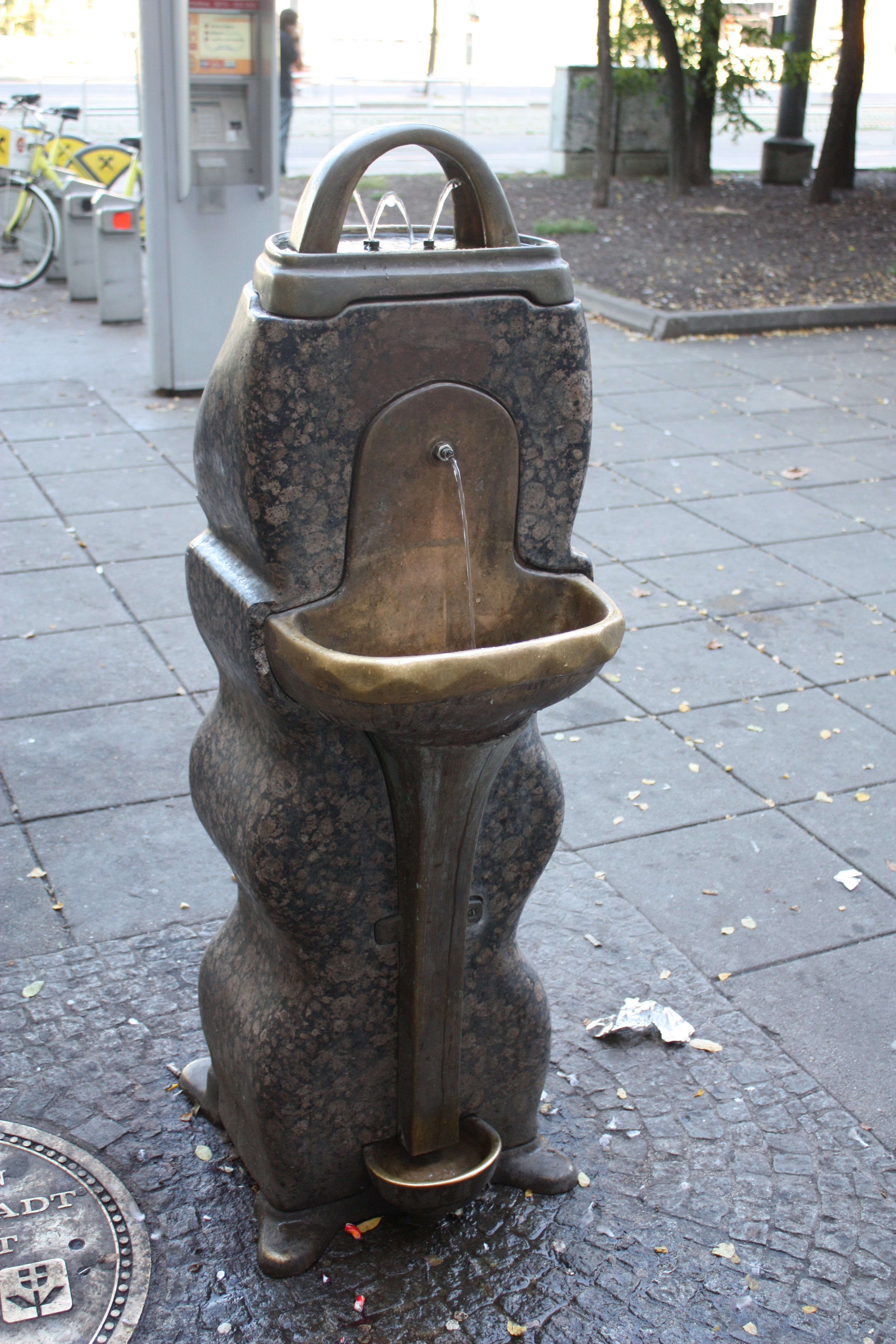
Einer der Wiener Trinkbrunnen gestaltet von Hans Muhr, Wien
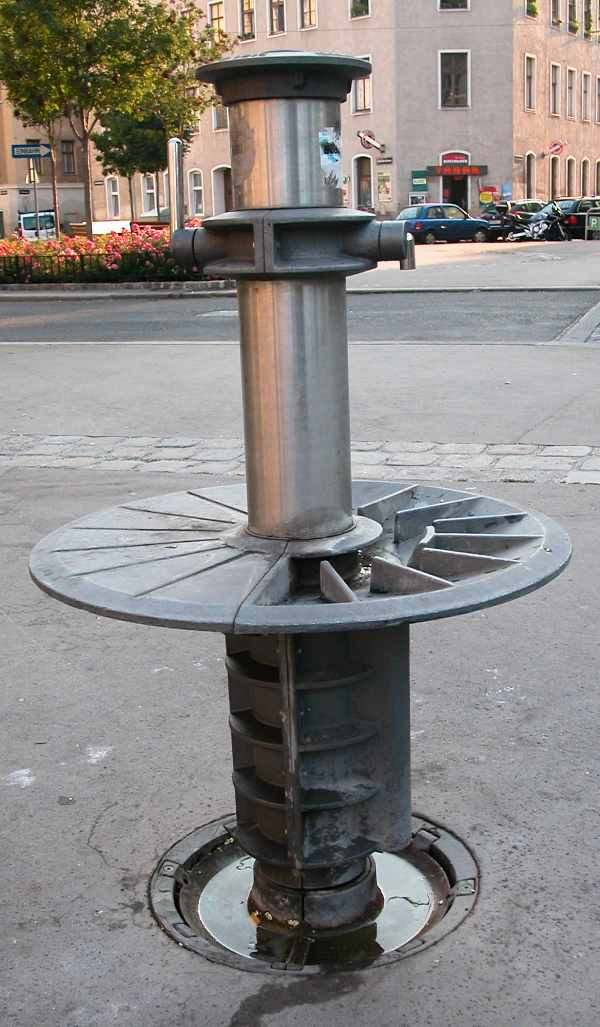
Trinkbrunnen mit Bedienelementen zur Aktivierung des Wasserflusses, Wien
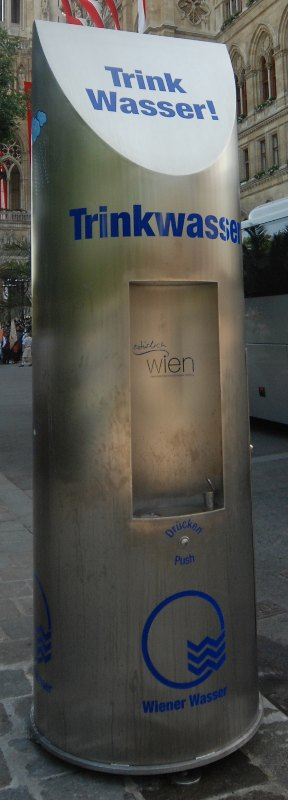
Euro-Trinkbrunnen über Hydrant verkrant, Wien
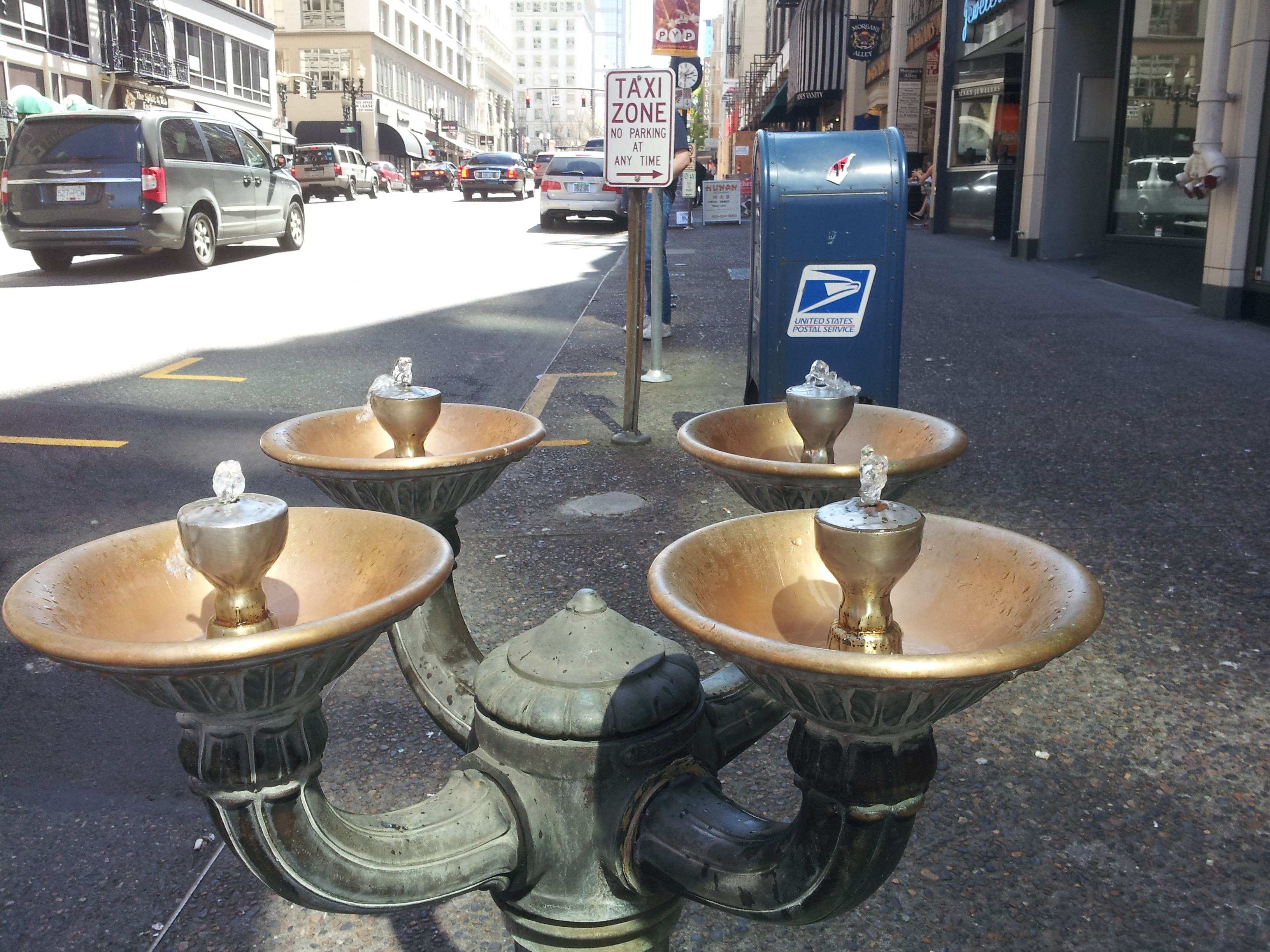
Straßentrinkbrunnen in Portland (Oregon), USA
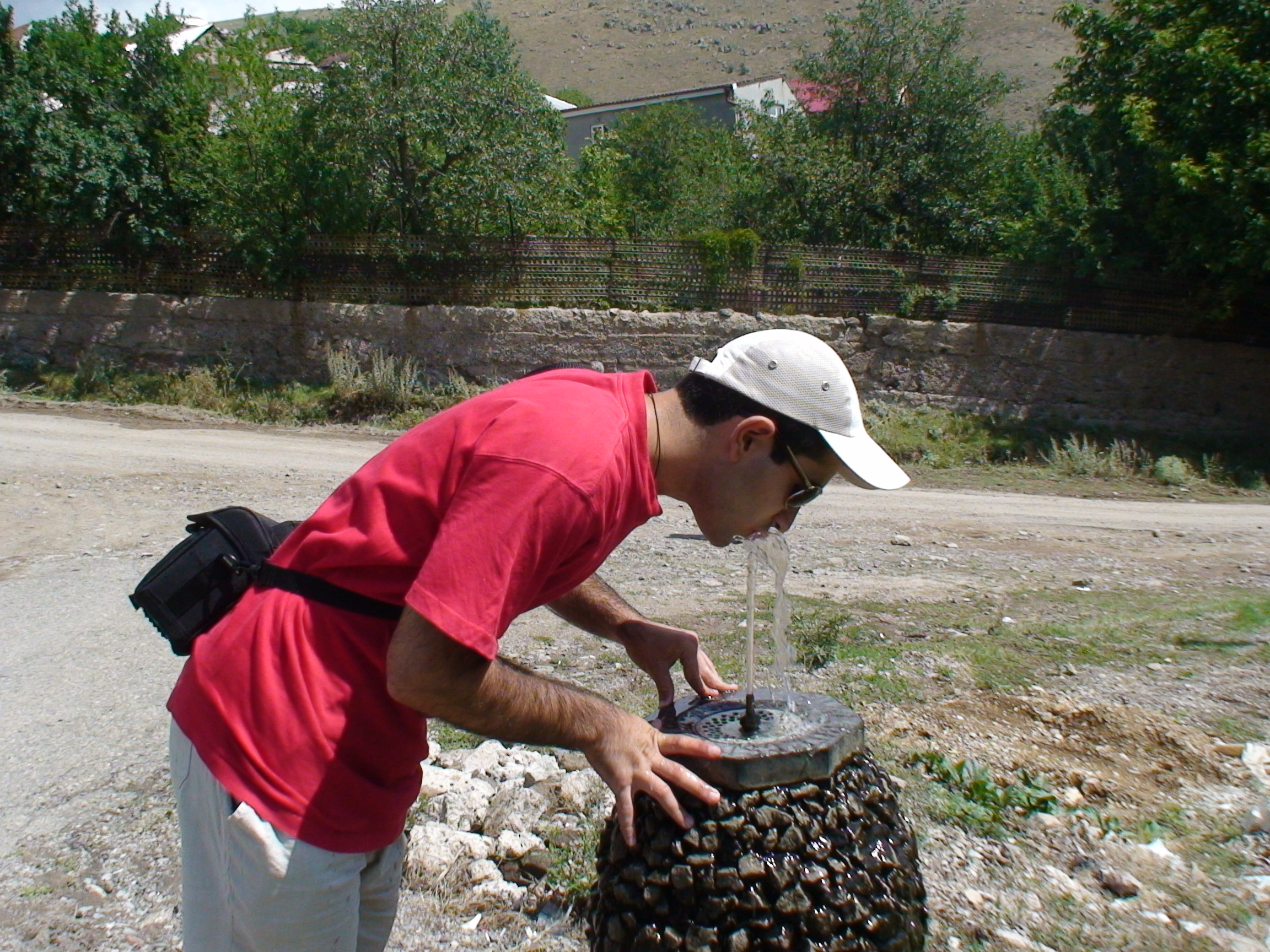
Trinkbrunnen in Bjni, in der armenischen Provinz Kotajk
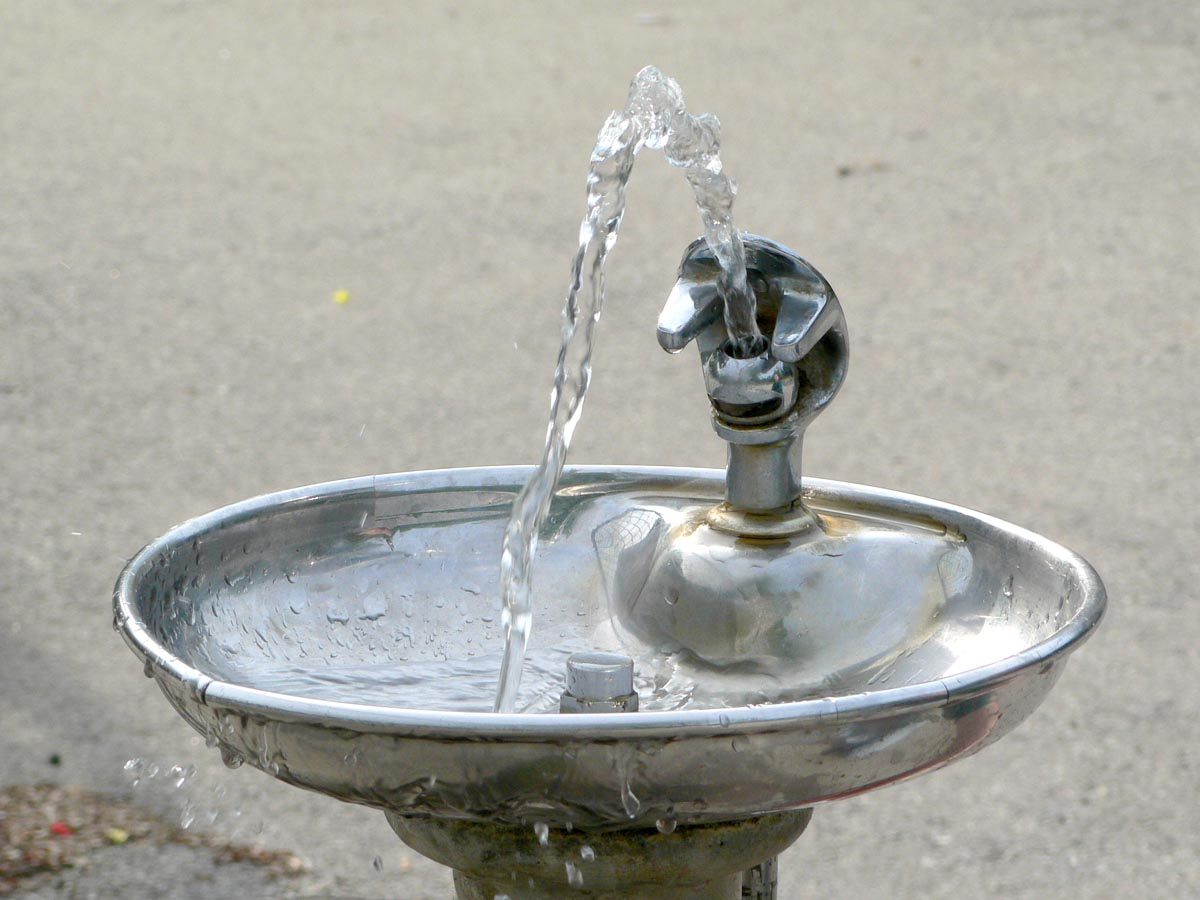
Trinkbrunnen im Humboldt Park in Milwaukee, Wisconsin
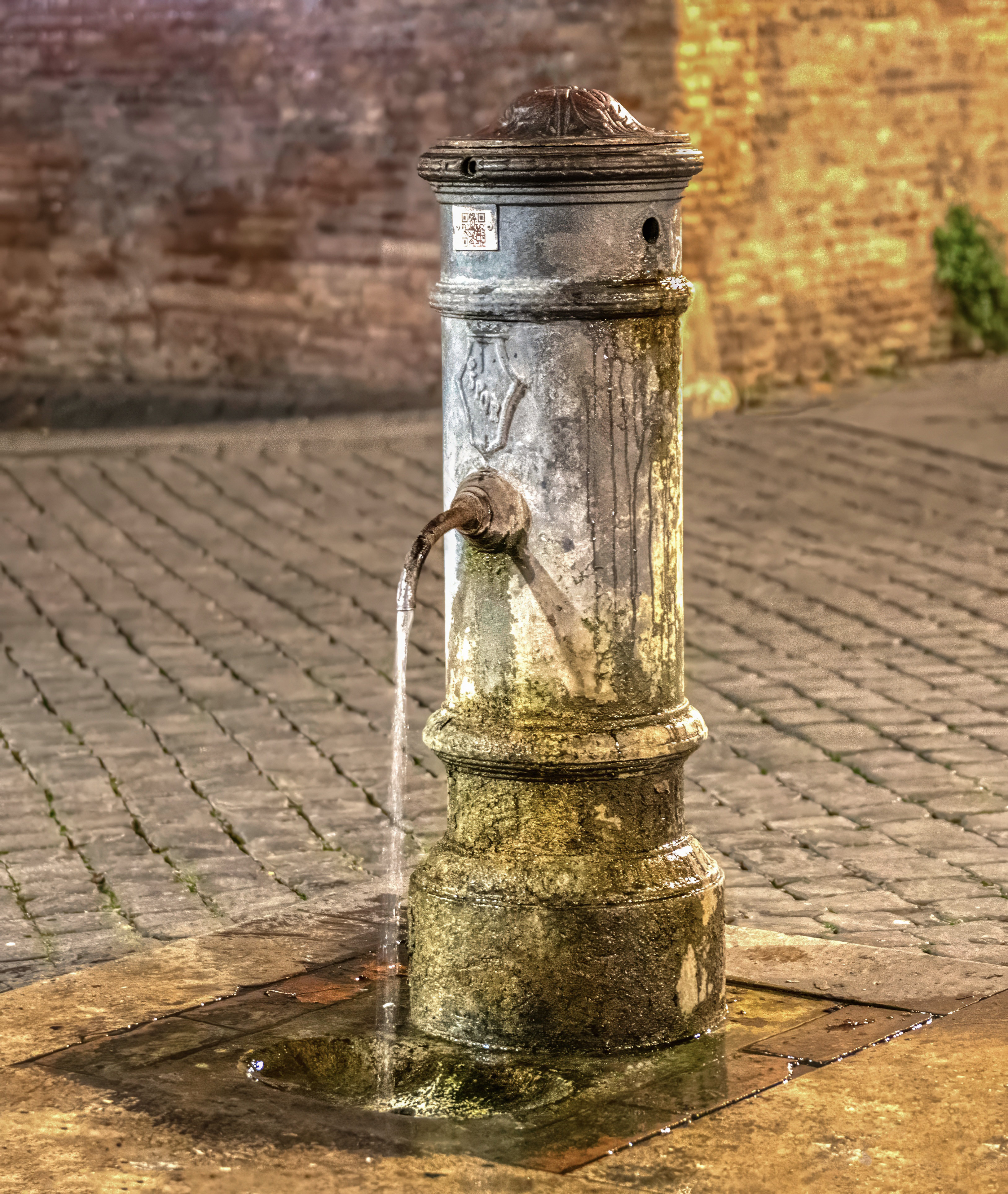
Trinkbrunnen aus den 1930er-Jahren in Rom
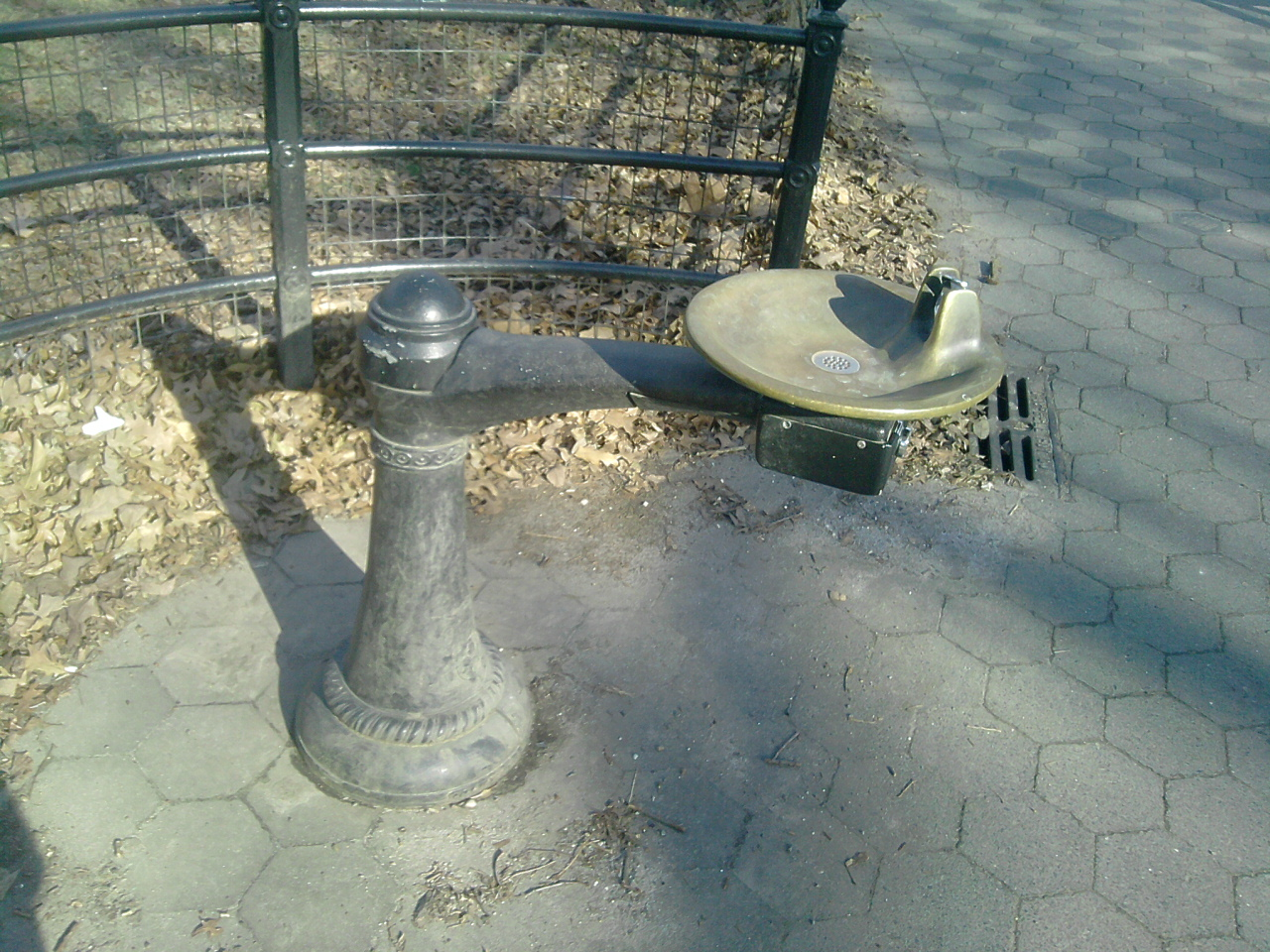
Trinkbrunnen im Central Park，Manhattan
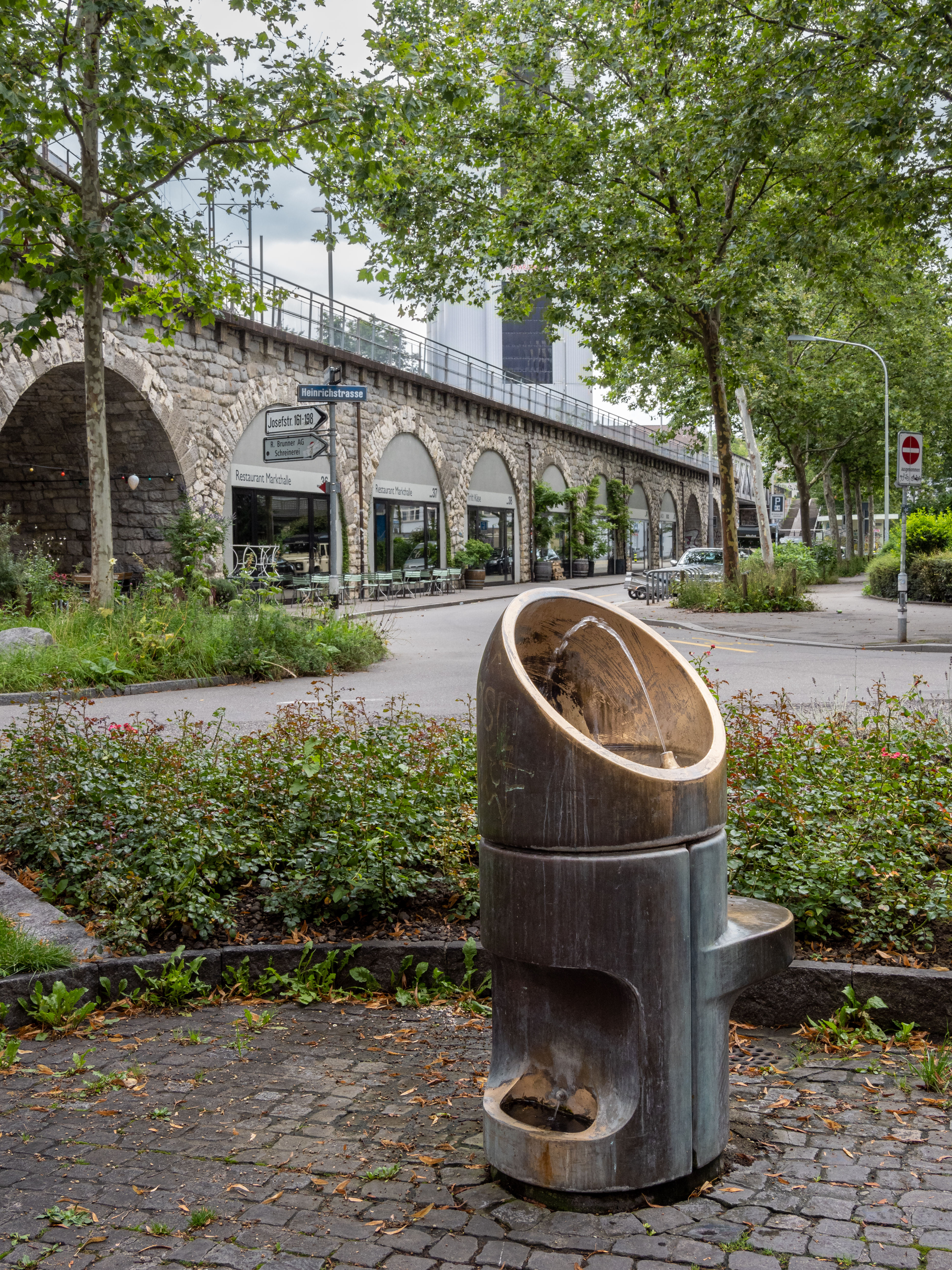
Zürich: Trinkbrunnen beim Letten-Viadukt.
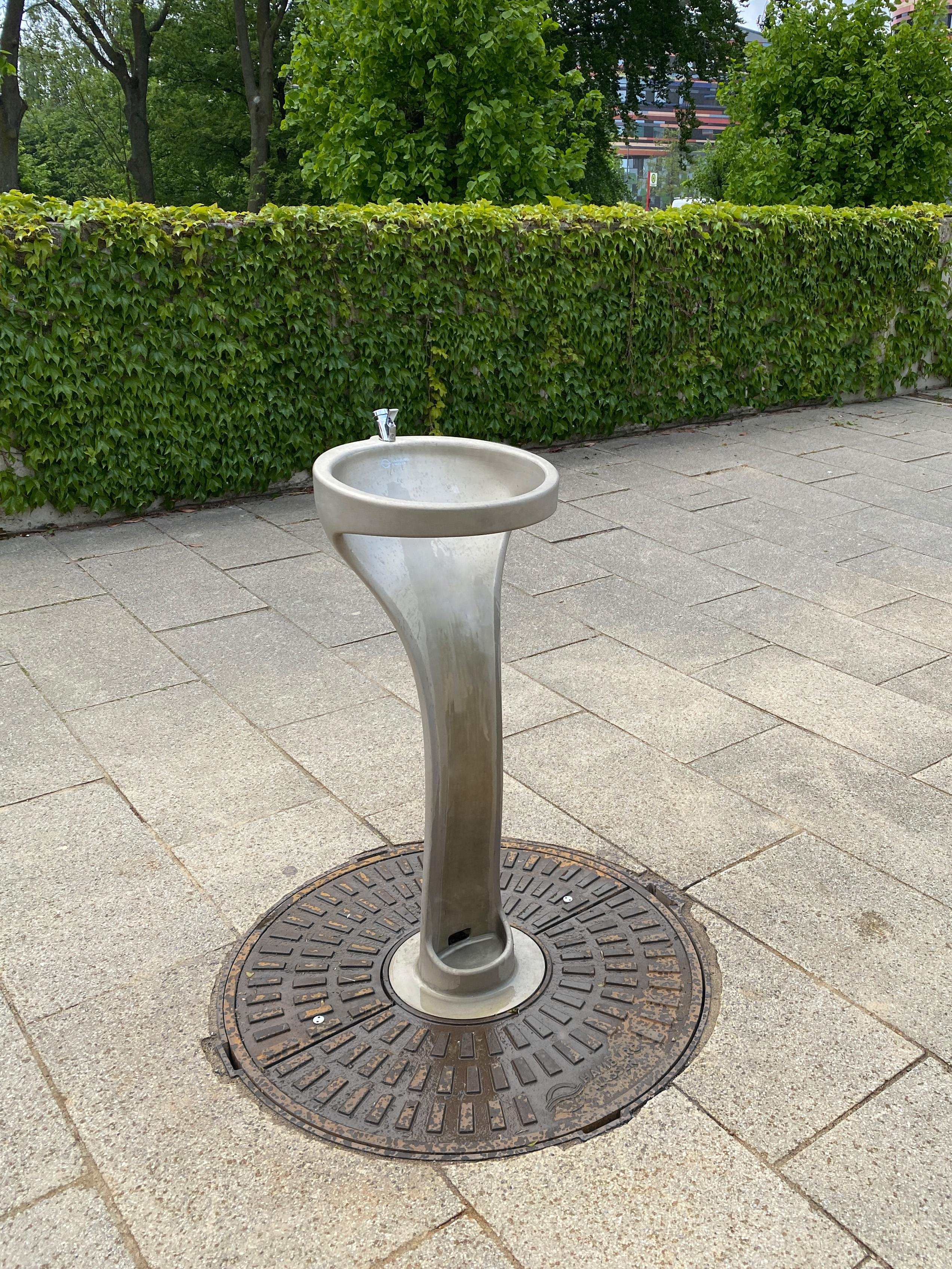
Trinkbrunnen der Hamburger Wasserwerke (2023)
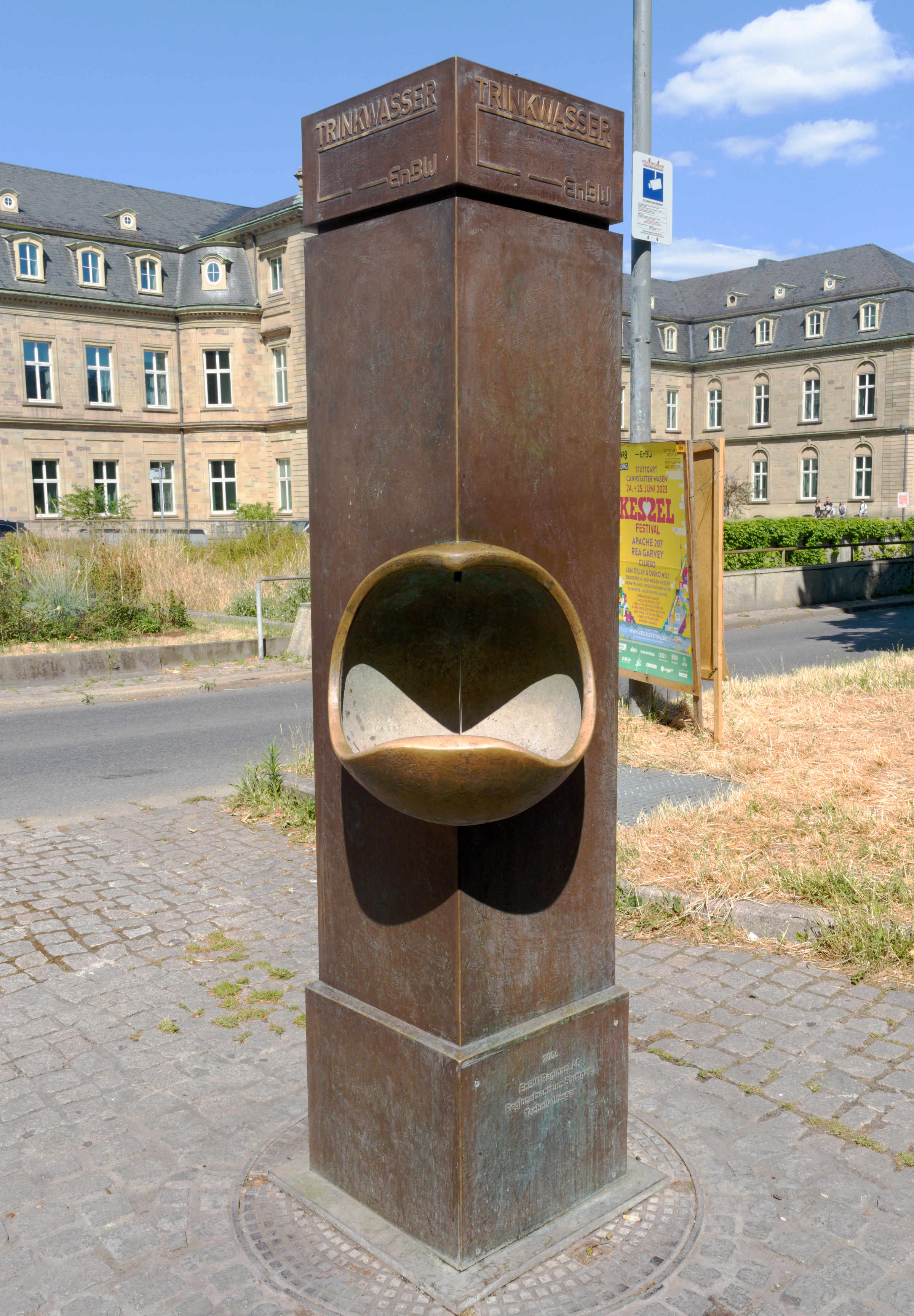
EnBW-Werbe-Brunnen am Karlsplatz (Stuttgart)

## Krankenhausvorschriften in Deutschland
Für die Installation von Trinkbrunnen in Krankenhäusern existiert eine Empfehlung der DGKH, die unter anderem Werkstoff und Wasserfilter aufführt. Für den Betreiber des Krankenhauses ist das Führen eines Betriebsbuches verpflichtend (früher gemäß Getränkeschankanlagenverordnung geregelt), in das beispielsweise Wartung und Reinigung eingetragen werden.